# Isolierband

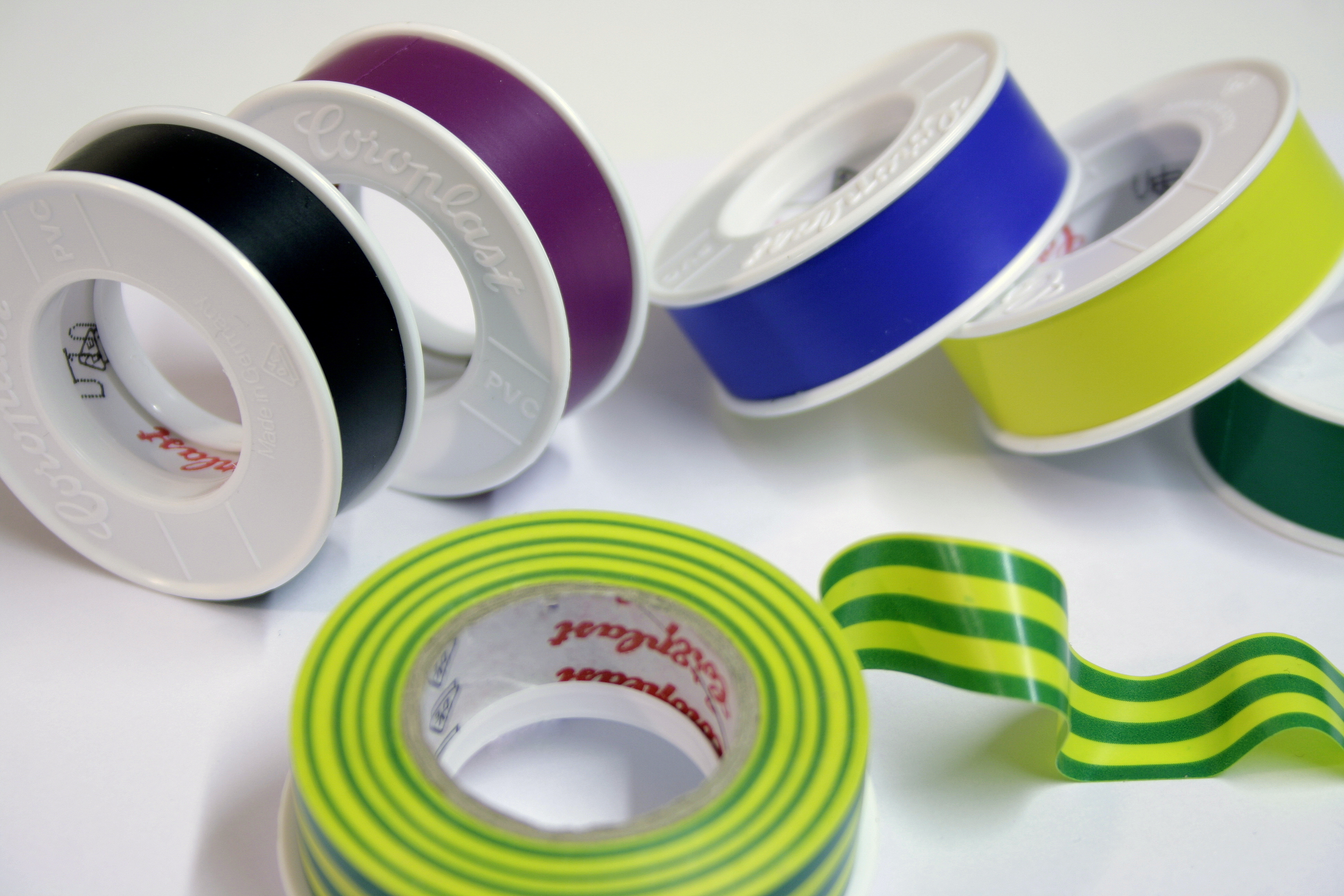
Grün-gelbes Isolierband nur zulässig für Schutzleiter, Potentialausgleich und Erdung.

Isolierband ist ein elektrisch isolierendes Klebeband, meist auf der Basis von PVC, das ein Prüfzeichen des VDE oder einer vergleichbaren Normungsorganisation trägt.
Isolierband ist in verschiedenen Farben erhältlich und wird vornehmlich zur Kennzeichnung von Leitungen und Anschlüssen verwendet. Da es nicht elektrisch leitfähig ist, beeinträchtigt es vorhandene Isolierungen nicht. Zur provisorischen Isolation ist es nicht vorgesehen und mangels mechanischer Festigkeit nicht geeignet. Die Isolation von elektrischen Leitungen (Emplastrifikation) kann stattdessen mit entsprechend geprüftem Schrumpfschlauch hergestellt werden.
Historische elektrische Isolierbänder bestanden aus einem Gewebeband, das mit dem 1859 patentierten und unter der Markenbezeichnung Chatterton's Compound Stoffgemisch imprägniert war. Diese Stoffmischung mit klebender Wirkung bestand aus Guttapercha, Kolophonium und Holzteer.